# العلاقات الأنغولية البريطانية
العلاقات الأنغولية البريطانية هي العلاقات الثنائية التي تجمع بين أنغولا والمملكة المتحدة.

## مقارنة بين البلدين
هذه مقارنة عامة ومرجعية للدولتين:
| وجه المقارنة                                              | أنغولا           | المملكة المتحدة                 |
| --------------------------------------------------------- | ---------------- | ------------------------------- |
| المساحة (كم2)                                             | 1.25 مليون       | 242.50 ألف                      |
| عدد السكان (نسمة)                                         | 29.78 مليون      | 66.02 مليون                     |
| الكثافة السكانية (ن./كم²)                                 | 23.82            | 272.25                          |
| العاصمة                                                   | لواندا           | لندن                            |
| اللغة الرسمية                                             | اللغة البرتغالية | لغة إنجليزية، اللغة الويلزية    |
| العملة                                                    | كوانزا أنغولي    | جنيه إسترليني                   |
| الناتج المحلي الإجمالي (بليون دولار)                      | 124.21 مليار     | 2.62 تريليون                    |
| الناتج المحلي الإجمالي (تعادل القوة الشرائية) بليون دولار | 184.83 مليار     | 2.72 تريليون                    |
| الناتج المحلي الإجمالي الاسمي للفرد دولار أمريكي          | 4.10 ألف         | 43.88 ألف                       |
| الناتج المحلي الإجمالي للفرد دولار أمريكي                 |                  | 40.23 ألف                       |
| مؤشر التنمية البشرية                                      | 0.533            | 0.907                           |
| رمز المكالمات الدولي                                      | +244             | +44                             |
| رمز الإنترنت                                              | .ao              | .uk، .gb                        |
| المنطقة الزمنية                                           | ت ع م+01:00      | توقيت غرينيتش، توقيت غرب أوروبا |

## منظمات دولية مشتركة
يشترك البلدان في عضوية مجموعة من المنظمات الدولية، منها:
| علم المنظمة | اسم المنظمة                        | تاريخ انضمام أنغولا | تاريخ انضمام المملكة المتحدة |
| ----------- | ---------------------------------- | ------------------- | ---------------------------- |
|             | الاتحاد الدولي للاتصالات           | 13 أكتوبر 1976      | 24 فبراير 1871               |
|             | منظمة حظر الأسلحة الكيميائية       | ?                   | ?                            |
|             | البنك الإفريقي للتنمية             | ?                   | ?                            |
|             | منظمة التجارة العالمية             | ?                   | 1995                         |
|             | منظمة الشرطة الجنائية الدولية      | ?                   | ?                            |
|             | الأمم المتحدة                      | 1 ديسمبر 1976       | 24 أكتوبر 1945               |
|             | يونسكو                             | 11 مارس 1977        | 4 نوفمبر 1946                |
|             | البنك الدولي للإنشاء والتعمير      | 19 سبتمبر 1989      | 27 ديسمبر 1945               |
|             | وكالة ضمان الاستثمار متعدد الأطراف | 19 سبتمبر 1989      | 12 أبريل 1988                |
|             | مؤسسة التنمية الدولية              | 19 سبتمبر 1989      | 24 سبتمبر 1960               |
|             | مؤسسة التمويل الدولية              | 19 سبتمبر 1989      | 20 يوليو 1956                |
|             | الاتحاد البريدي العالمي            | ?                   | ?                            |

## وصلات خارجية
- موقع وزارة الخارجية الأنغولية
- موقع وزارة الخارجية البريطانية